# 14 thermidor
14 messidor 14 fructidor
Le quartidi 14 thermidor, officiellement dénommé jour du basilic, est le 314e jour de l'année du calendrier républicain.
C'était généralement le 1re jour du mois d'août dans le calendrier grégorien.